# Kopparstjärtad trogon
För Trogon elegans, se hondurastrogon.
Kopparstjärtad trogon (Trogon ambiguus) är en fågel i familjen trogoner inom ordningen trogonfåglar.

## Utseende och läte
Hondurastrogon är en praktfull fågel med en kroppslängd på 29 cm. Den ses ofta sitta upprätt, med den långa och smala stjärten hängande rakt ner. Hanen är grön på ovansidan samt på huvud och bröst, medan buken är röd. Honan är gråbrun med mer begränsat rött på buken och en distinkt vit teckning bakom ögat. Jämfört med liknande bergtrogonen har en avvikande teckning på stjärtens undersida, tunn svartvit bandning med stora vita spetsar. Lätet består av serier med hårda fallande skall, liknat vid en groda eller en kalkon.

## Utbredning och systematik
Kopparstjärtad trogon delas in i tre underarter med följande utbredning:
- T. a. canescens – sydligaste USA (sydöstra Arizona och sydvästra New Mexico) och nordvästra Mexiko (Sinaloa); nordliga populationer är flyttfåglar.
- T. a. ambiguus – norra Nuevo León och centrala Tamaulipas västerut till Nayarit och söderut till Oaxaca (österut till södra Mexico)
- T. a. goldmani – Islas Marías utanför västra Mexiko

Tidigare inkluderades den i Trogon elegans. I samband med uppdelningen i två arter fördes det svenska namnet kopparstjärtad trogon över till ambiguus, medan elegans i mer strikt mening döptes om till hondurassmaragd.

## Levnadssätt
Kopparstjärtad trogon hittas i törnskog, kanjoner och bergsskogar upp till cirka 2 000 meters höjd, lokalt högre, men vanligen lägre än bergtrogonen. Liksom andra trogoner sitter den ofta stilla långa perioder på en och samma sittplats, varifrån den gör utfall för att fånga insekter. Den kan också ryttla för att plocka insekter eller frukt direkt från träden. Flykten påminner om en hackspetts, långsam och i kraftiga bågar, men är samtidigt akrobatisk och kan lätt undkomma attackerande rovfåglar.

### Häckning
Arten häckar vanligen i övergivna hackspettshål där den lägger tre till fyra ägg. Båda föräldrarna hjälps åt med att ruva och ta hand om ungarna.

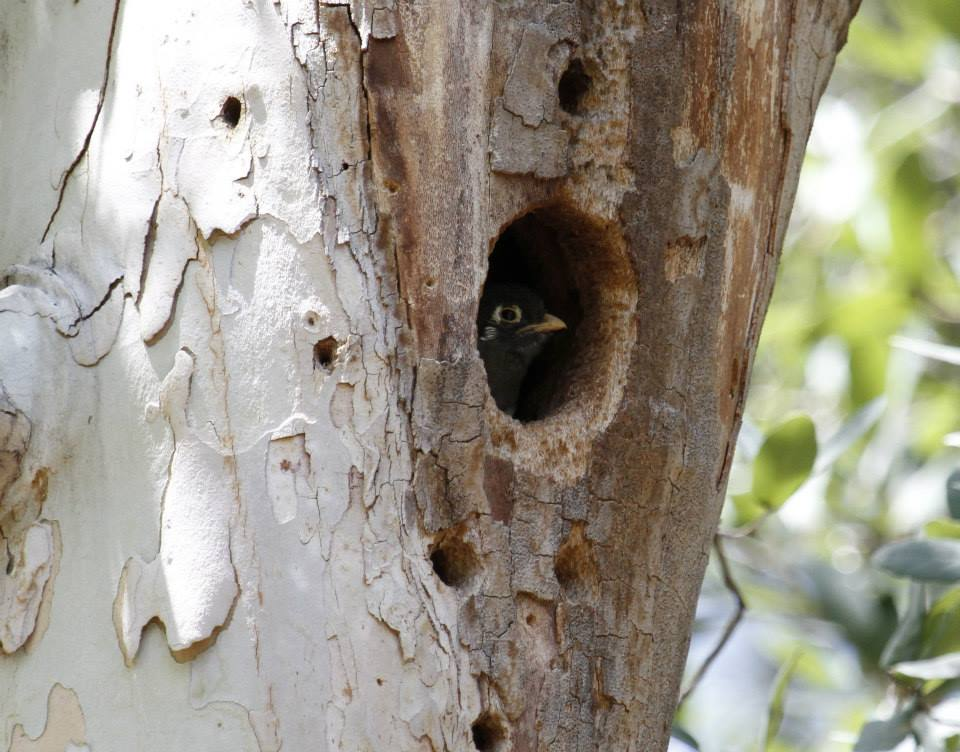
Kopparstjärtad trogon i bohål.

## Status
IUCN kategoriserar arten som livskraftig.